# Potentilla crantzii
La cinquefoglia di Crantz (Potentilla crantzii (Crantz) Beck ex Fritsch, 1897) è una piccola pianta dell'ambiente montano, non molto alta, dai delicati fiori gialli, appartenente alla famiglia delle Rosacee.

## Etimologia
Il nome generico (Potentilla) deriva dal vocabolo latino potens (= piccola pianta con potenti proprietà curative) o portentum (= prodigiose possibilità sprigionate dalla pianta). L'epiteto specifico (crantzii) deriva dal professore Heinrich Johann Nepomuk von Crantz (1722-1799), botanico e fisico a Vienna, che dedicò questa specie a se stesso. 

Lo studio di questa pianta e la sua definitiva collocazione tassonomica è stata fatta verso il 1897 dal botanico austriaco Karl Fritsch (1864-1934).
I tedeschi chiamano questa pianta Crantz' Fingerkraut, oppure Zottiges Berg- Fingerkraut; i francesi la chiamano Potentille de Crantz; mentre gli inglesi la chiamano Alpine Cinquefoil.

## Descrizione

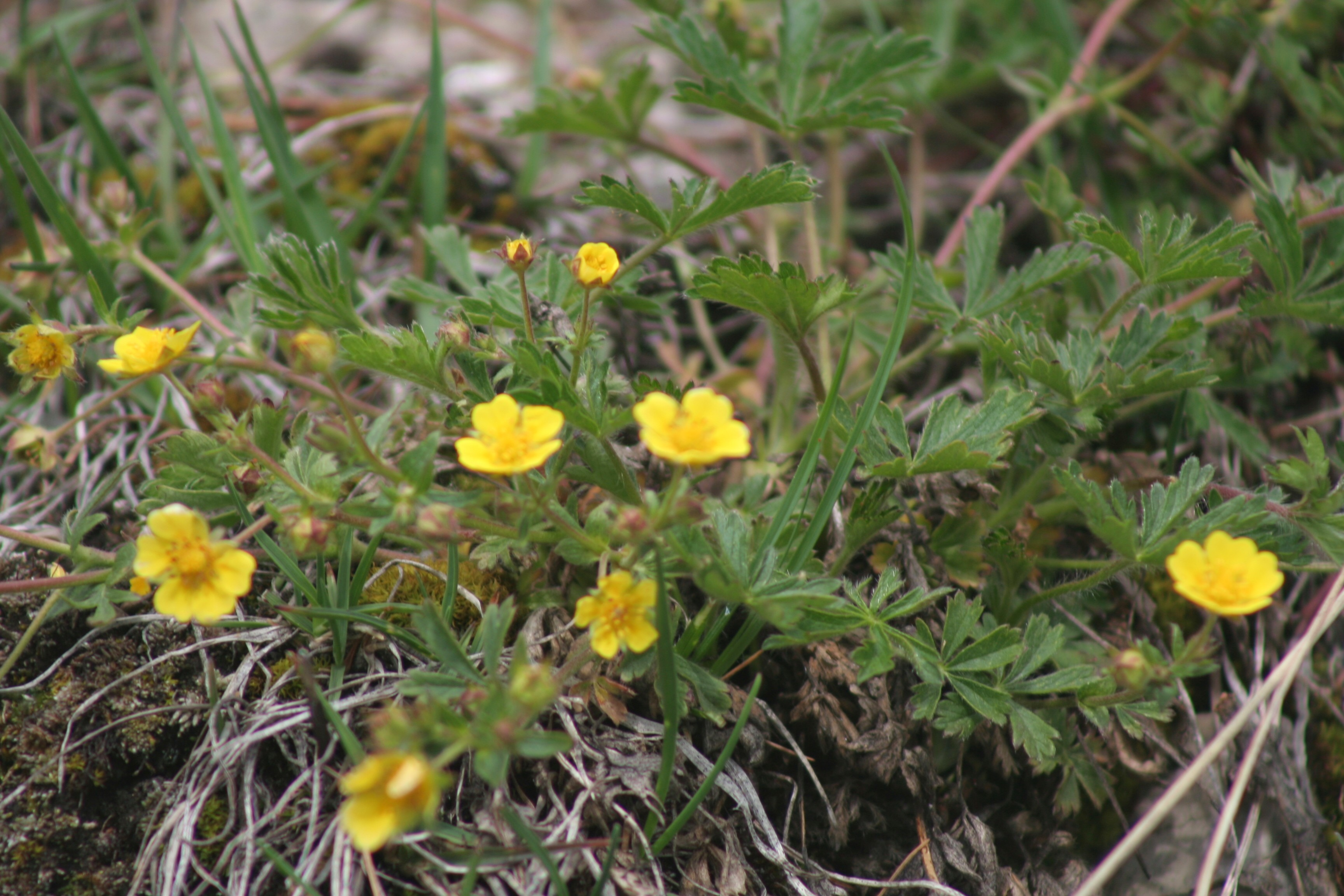
Il portamento
Loc. Passo Duran (baita Casen), Agordo (BL), quota 1316 m s.l.m. - 16/5/2008

È una pianta erbacea, perenne di aspetto rampante. La radice principale termina con una rosetta di foglie basali persistenti alla fioritura, all'ascella della quale si generano i fusti fioriferi. La forma biologica di questa pianta è emicriptofita scaposa (H scap), ossia si tratta di una specie perennante tramite gemme al livello del suolo e con asse fiorale allungato e con scarse foglie cauline. La massima altezza che può arrivare è di circa 20 cm.

### Radici
La radice è legnosa e ramificata.

### Fusto
Il fusto è eretto o ascendente e scarsamente ramoso. 

### Foglie

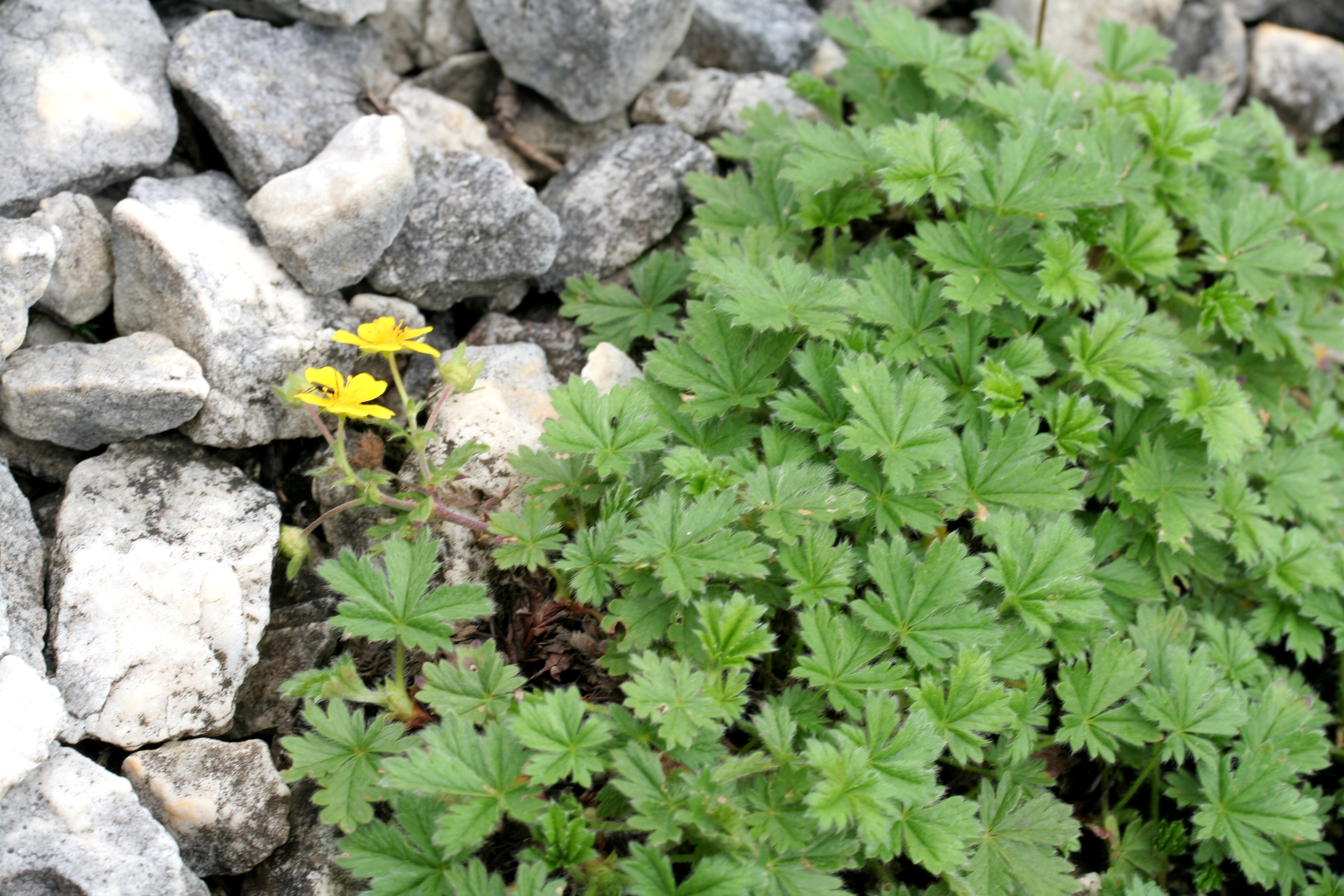
Le foglie
Giardino Botanico Alpino "Giangio Lorenzoni" (loc. Pian Cansiglio), Tambre d'Alpago (BL), quota 1000 m s.l.m. - 8/6/2008

Le foglie sono profondamente pennate, divise in cinque distinti segmenti palmati. Ogni lato del segmento possiede da 2 a 3 denti. I segmenti hanno una forma oblanceolata e si allargano progressivamente verso l'esterno. La pelosità delle foglie è mediamente sviluppata su entrambe le pagine. Le foglie basali sono picciolate ed hanno delle stipole a forma ovale - lanceolata di colore bruno, poco pelose e carenate. Dimensione delle foglie : larghezza 6 – 12 mm, lunghezza 7 – 16 mm; dimensioni delle stipole: larghezza 3 mm, lunghezza 8 mm; dimensioni del picciolo : 1 – 2 cm.

### Infiorescenza
L'infiorescenza si compone di 2 – 7 fiori terminali e solitari per ogni fusto fiorale.

### Fiori

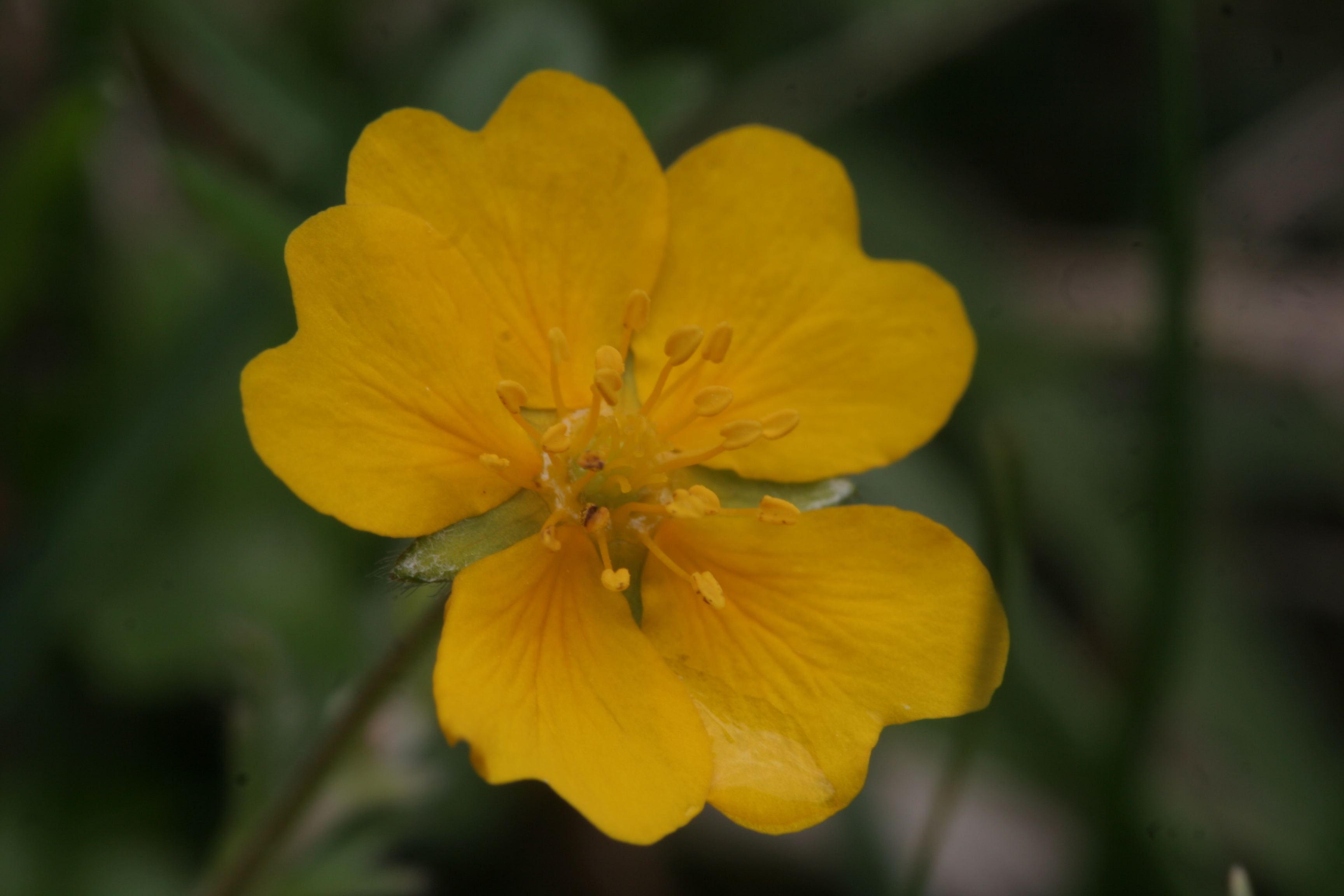
Il fiore
Loc. Passo Duran (baita Casen), Agordo (BL), quota 1316 m s.l.m. - 16/5/2008

I fiori sono ermafroditi, attinomorfi, pentaciclici (sono presenti i 4 verticilli fondamentali delle Angiosperme: calice – corolla – androceo (con doppio verticillo di stami) – gineceo) e pentameri. Il ricettacolo è piatto e asciutto. La dimensione totale del fiore è di circa 15 – 22 mm.
- Formula fiorale:

* K 5+5, C 5, A molti, G molti (supero)
- Calice: il calice verde, persistente e con tubo corto, è formato da 5 doppi sepali sottili e triangolari, ossia è presente un secondo calice pentafillo chiamato epicalice (o calicetto). Questo può essere interpretato come un residuo delle stipole di foglie trasformate in sepali. Dimensione delle lacinie dell'epicalice: larghezza 1,5 mm, lunghezza 3 mm; dimensione dei sepali: larghezza 2 mm, lunghezza 4 mm.
- Corolla: i 5 petali sono liberi e caduchi; il colore è giallo con sfumature aranciate verso il centro; la forma è obcuneato – biloba. Dimensione dei petali: larghezza 8 mm; lunghezza 8 – 9 mm.
- Androceo: gli stami glabri, inseriti direttamente sul calice (androceo perigino[4]), sono una ventina e più (fiore di tipo “diplostemone”[4]) e sono disposti tipicamente in tre serie : 10+5+5; il nettario è disposto ad anello internamente agli stami; le antere sono ellissoidi di colore giallo. Dimensione delle antere : 0,5 – 0,8 mm.
- Gineceo: i carpelli sono numerosi (35 – 50) secchi e liberi ognuno dei quali ha uno stilo e un ovulo; l'ovario è supero. Lo stilo è del tipo “Gomphostylae”, ossia alla base parte sottile dall'ovario e poi progressivamente s'ingrossa alla fine verso lo stigma[3]. Sono inoltre “elicati”, ossia sono tutti disposti su un asse comune. Gli stigmi sono ampi e di forma cilindrica. Lunghezza degli stili : 1,2 – 1,8 mm.
- Fioritura : la fioritura avviene tra maggio e settembre in base anche all'altitudine; mentre la sporulazione avviene tra settembre e ottobre.
- Impollinazione: queste piante sono omogame (autoimpollinazione)

### Frutti
Il frutto ha una struttura multipla composta da diversi piccoli, secchi acheni. I frutti sono racchiusi nel calice persistente.

## Distribuzione e habitat
- Geoelemento: il tipo corologico (area di origine) è (Circumboreale) Artico – Alpino.
- Diffusione : in Italia questa pianta è diffusa sull'arco alpino e sugli Appennini settentrionali e centrali; è abbastanza comune. In Europa è diffusa un po' ovunque ma in prevalenza ad alte latitudini (Inghilterra e Scandinavia). Nel resto del mondo si trova in America settentrionale sulla costa occidentale e in Alaska.
- Habitat: l'habitat per questa pianta sono i pascoli alpini (praterie rase subalpine e alpine) mentre il substrato preferito è calcareo (o al massimo calcareo-siliceo), il pH è basico con terreno a basso valore nutrizionale e piuttosto secco.
- Diffusione altitudinale : la fascia altitudinale nella quale è possibile trovare queste piante è compresa fra i 1600 e 2600 m s.l.m.; comprende quindi i piani subalpini e alpini; in certi casi questa fascia si può allargare dai 1000 m s.l.m. fino ai 3600 m s.l.m..

## Fitosociologia
Dal punto di vista fitosociologico la specie di questa scheda appartiene alla seguente comunità vegetale :
Formazione : comunità delle praterie rase dei piani subalpino e alpino a dominanza di emicriptofite
Classe : Elyno-Seslerietea variae
Ordine : Seslerietalia variae
Alleanza : Seslerion variae

## Tassonomia
Il genere di questa pianta (Potentilla) è abbastanza numeroso, oltre 400 specie delle quali oltre una cinquantina sono spontanee dei nostri territori. La famiglia (Rosaceae) è una delle più importanti sia perché comprende fiori diffusissimi come le rose ma anche per il discreto numero di generi (alcune classificazioni elencano oltre 400 generi per diverse migliaia di specie).
Il genereappartiene alla sottofamiglia Rosoideae caratterizzata dall'avere l'ovario semi-infero (o supero) con molti carpelli, l'androceo perigino e i frutti di tipo achenio.

### Variabilità
“Cinquefoglia di crantzii” deriva da un genere polimorfo e di difficile comprensione; spesso le sue specie si sono generate per ibridogenesi; ad esempio la specie della presente scheda insieme alla specie Potentilla nivea L. ha dato origine alla specie Potentilla thuringiaca Bernh., complicando ulteriormente la classificazioni di queste piante.
In genere la variabilità di questa specie si manifesta nella forma e nell'aspetto delle foglie e delle stipole. Per completare il quadro è da dire che sono stati segnalati anche casi, nell'Europa Settentrionale, di “apomissia”, ossia la formazione di un nuovo individuo (o varietà) in via “puramente vegetativa”, non gamica o agamica.
Nell'elenco che segue sono indicate alcune varietà e sottospecie (l'elenco può non essere completo e alcuni nominativi sono considerati da altri autori dei sinonimi della specie principale o anche di altre specie):
- Potentilla crantzii subsp. crantzii
- Potentilla crantzii subsp. latestipula Vives (1964)
- Potentilla crantzii subsp. saxatilis (Boulay) J. Soják (1960)
- Potentilla crantzii subsp. serpentini (Borbás ex Zimmeter) Hayek ex Neumayer (1980)
- Potentilla crantzii var. baldensis (Kerner) Gams in Hegi : si presenta con una fitta pelosità.
- Potentilla crantzii var. hirta Lange
- Potentilla crantzii var. tridentina (Gelmi) Wolf. : i segmenti dell'epicalice sono particolarmente larghi.

### Ibridi
Nell'elenco che segue sono indicati alcuni ibridi interspecifici :
- Potentilla xbeckii J. Murr (1923) – Ibrido tra : P. crantzii e P. neumanniana
- Potentilla ×breunia Huter in A. Kerner (1886) – Ibrido tra : P. crantzii e P. prostrata subsp. floccosa
- Potentilla ×hegetschweileri Brügger (1880) – Ibrido tra : P. crantzii e P. frigida
- Potentilla ×huteri Siegfried (1894) – Ibrido tra : P. aurea  e P. crantzii
- Potentilla ×mathonetii Jordan (1849) – Ibrido tra : P. crantzii e P. thuringiaca
- Potentilla ×pennina Gremli (1880) – Ibrido tra : P. crantzii e P. multifida
- Potentilla ×rhaetica Brügger (1880) – Ibrido tra : P. crantzii e P. grandiflora
- Potentilla xscandica Soják. - Ibrido tra : P. gelida e P. crantzii

### Sinonimi
La specie di questa scheda, in altri testi, può essere chiamata con nomi diversi. L'elenco che segue indica alcuni tra i sinonimi più frequenti:
- Fragaria crantzii Crantz (1766) (Basionimo  (= prima descrizione della specie))
- Potentilla adscendens Lapeyr. (1813), non Willd. (sinonimo = P. crantzii subsp. latestipula)
- Potentilla alpestris Haller f. (1818)
- Potentilla alpestris Haller f. (1818) subsp. baldensis Nyman (1889)
- Potentilla alpestris Haller f. (1818) var. filiformis (Vill.) Nyman (1865)
- Potentilla alpestris Haller f. (1818) var. sabauda (Lehm.) Lamotte (1847)
- Potentilla aurea L. (1756) var. salisburgensis (Haenke) Ser. in DC. (1825)
- Potentilla baldensis A.Kern. ex Zimmeter (1884)
- Potentilla bithynica Hornem. (1815)
- Potentilla clusiana Hegetschw. in Suter (1822), non Jacq.
- Potentilla crocea Haller fil. in Schleicher (1807)
- Potentilla crocea Haller fil. in Schleicher (1807) var. sabauda Lehm. (1820)
- Potentilla eynensis Rouy
- Potentilla filiformis Vill. (1788)
- Potentilla gelida  Th.Wolf
- Potentilla heterophylla Lapeyr. (1813) (sinonimo = P. crantzii subsp. latestipula)
- Potentilla incisa Desf. (1804)
- Potentilla jurana Reuter (1856)
- Potentilla latestipula Br.-Bl. (1945) (sinonimo = P. crantzii subsp. latestipula)
- Potentilla maculata Pourret (1788), non Gilib.  (sinonimo = P. crantzii subsp. latestipula)
- Potentilla opaca L. (1759) subsp. saxatilis (Boulay) Nyman (1878)
- Potentilla praeruptorum F.W. Schultz (1861)
- Potentilla rotundifolia Vill. (1788)
- Potentilla rubens Vill. (1779)
- Potentilla sabauda DC. in Lam. & DC. (1805)
- Potentilla salisburgensis Haenke in Jacq. (1788)
- Potentilla salisburgensis Haenke in Jacq. (1788) subsp. saxatilis (Boulay) Berher in L. Louis (1887)
- Potentilla salisburgensis Haenke in Jacq. (1788) var. alsatica Rouy & E.G. Camus (1900)
- Potentilla salisburgensis Haenke in Jacq. (1788) var. baldensis (A. Kerner ex Zimmeter) Burnat & Briq. in Burnat (1796)
- Potentilla salisburgensis Haenke in Jacq. (1788) var. firma Koch (1844)
- Potentilla salisburgensis Haenke in Jacq. (1788) var. jurana (Reuter) Rouy & E.G. Camus (1900)
- Potentilla salisburgensis Haenke in Jacq. (1788) var. praeruptorum (F.W. Schultz) Rouy & E.G. Camus (1900)
- Potentilla salisburgensis Haenke in Jacq. (1788) var. sabauda (Lehm.) Burnat & Briq. in Burnat (1796)
- Potentilla salisburgensis Haenke in Jacq. (1788) var. stricticaulis (Gremli) Burnat (1896)
- Potentilla saxatilis Boulay (1869)
- Potentilla serpentini Borbás ex Zimmeter (1884)
- Potentilla stipulacea Timb.-Lagr. (1872) (sinonimo =  P. crantzii subsp. latestipulula)
- Potentilla stipularis Lapeyr. (1782) (sinonimo =  P. crantzii subsp. latestipulula)
- Potentilla stricticaulis Gremli (1889)
- Potentilla verna L. (1753)
- Potentilla verna L. (1753) subsp. alpestris (Haller fil.) Bonnier & Layens (1894)
- Potentilla verna L. (1753) subsp. baldensis (Zimmeter) Murbeck (1891)
- Potentilla verna L. (1753) var. crantzii (Crantz) Fiori (1924)
- Potentilla verna L. (1753) var. filiformis (Vill.) Willd. (1799)
- Potentilla verna L. (1753) var. rotundifolia (Vill.) Poiret in Lam. (1804)
- Potentilla verna L. (1753) var. rubens (Vill.) Willd. (1799)
- Potentilla verna L. (1753) var. salisburgensis (Haenke) Nestler (1816)
- Potentilla villosa (Crantz) Zimmeter, non Pall. ex Pursh

### Specie simili
La maggior parte delle specie del genere Potentilla, se guardate da lontano o distrattamente, possono essere confuse tra di loro: i fiori sono straordinariamente simili e a volte differiscono per particolari poco significativi. Qui indichiamo solamente la specie che senz'altro è quelle più vicina a quella di questa scheda:
- Potentilla aurea L. - Cinquefoglia fior d'oro : frequenta gli stessi habitat, aree e altitudini della “Cinquefoglia di Crantz”, ma non lo stesso substrato (quello della presente specie è fondamentalmente acido); si differenzia unicamente per i lobi (foglioline) delle foglie che hanno i dentelli spostati verso l'esterno della fogliolina (e non distribuiti uniformemente), per la forma leggermente lineare del lobo (ossia ha i margini paralleli e quindi la fogliolina non si allarga verso l'esterno), e per la pelosità che è distribuita lungo le nervature e sui bordi mentre il resto della foglie è glabro. Inoltre anche la fitosociologia ci viene in aiuto per distinguere con più sicurezza le due specie, infatti la specie “crantzii” si trova nei pascoli alpini a Sesleria (= comunità delle praterie rase dei piani subalpino e alpino con abbondanza di Sesleria comune), mentre la specie '”aurea” frequenta i Curvuleti (= praterie alpine con suoli acidi dove abbondantemente si trova la Carice curva)[3].

## Galleria d'immagini

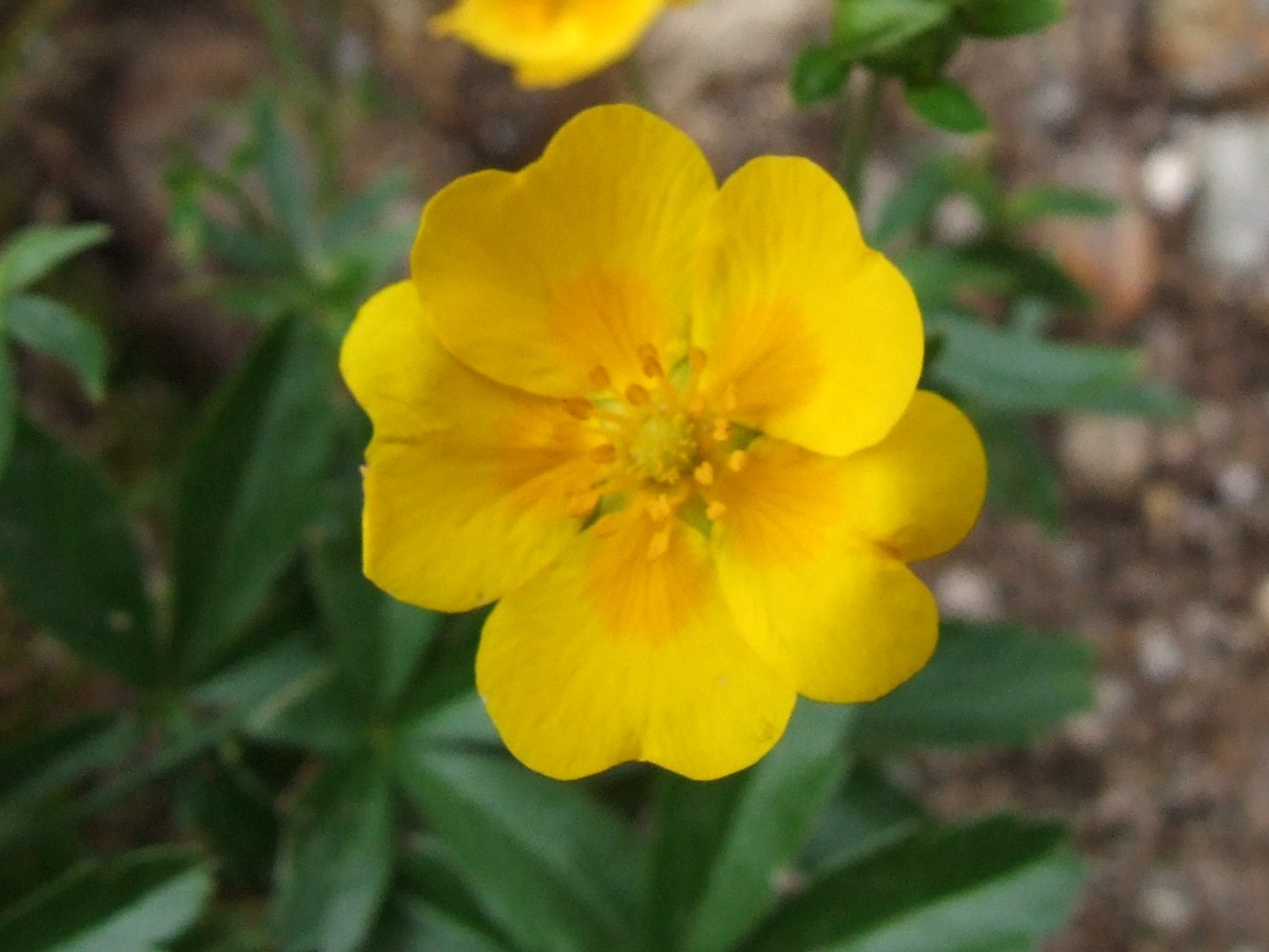
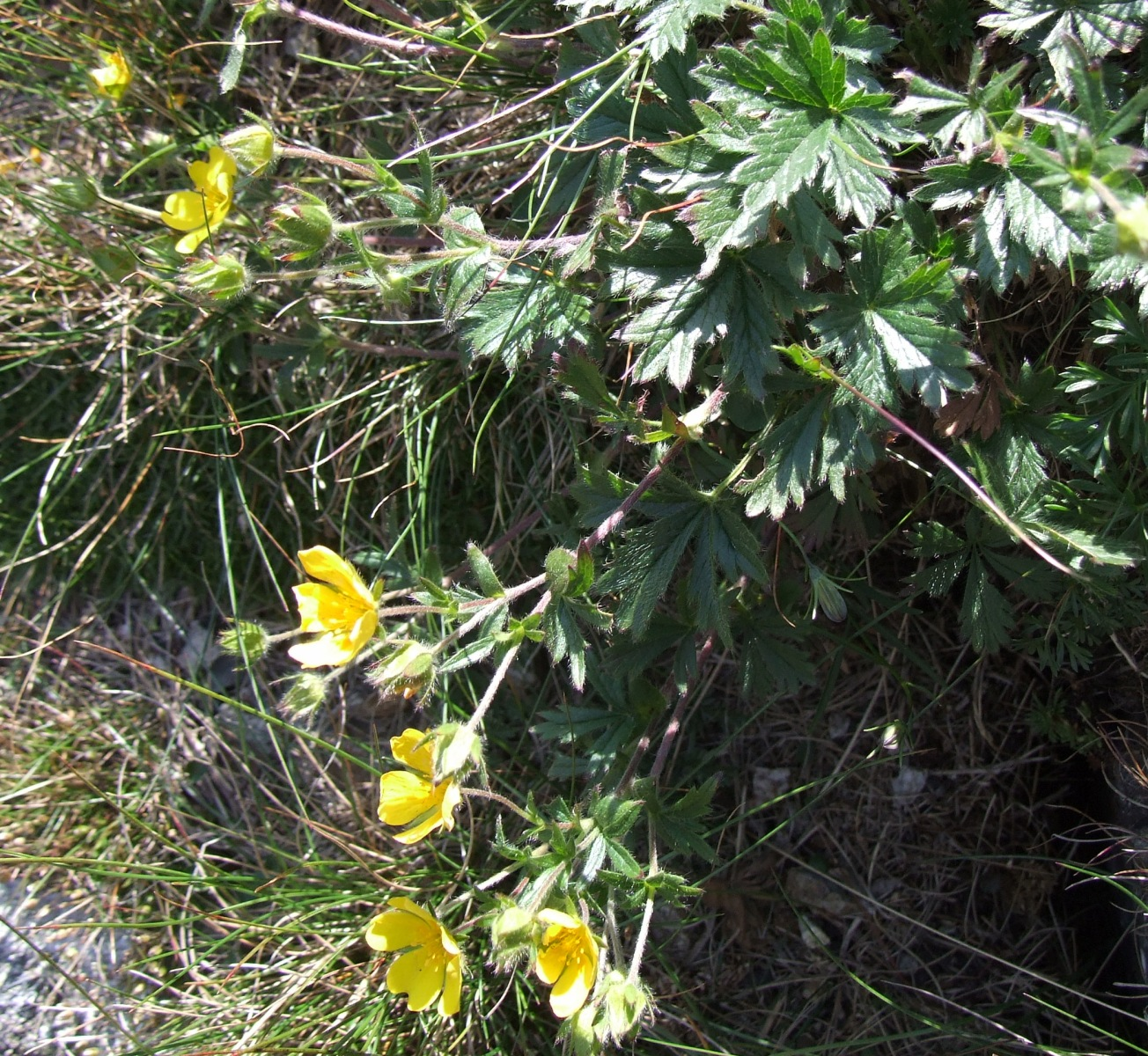
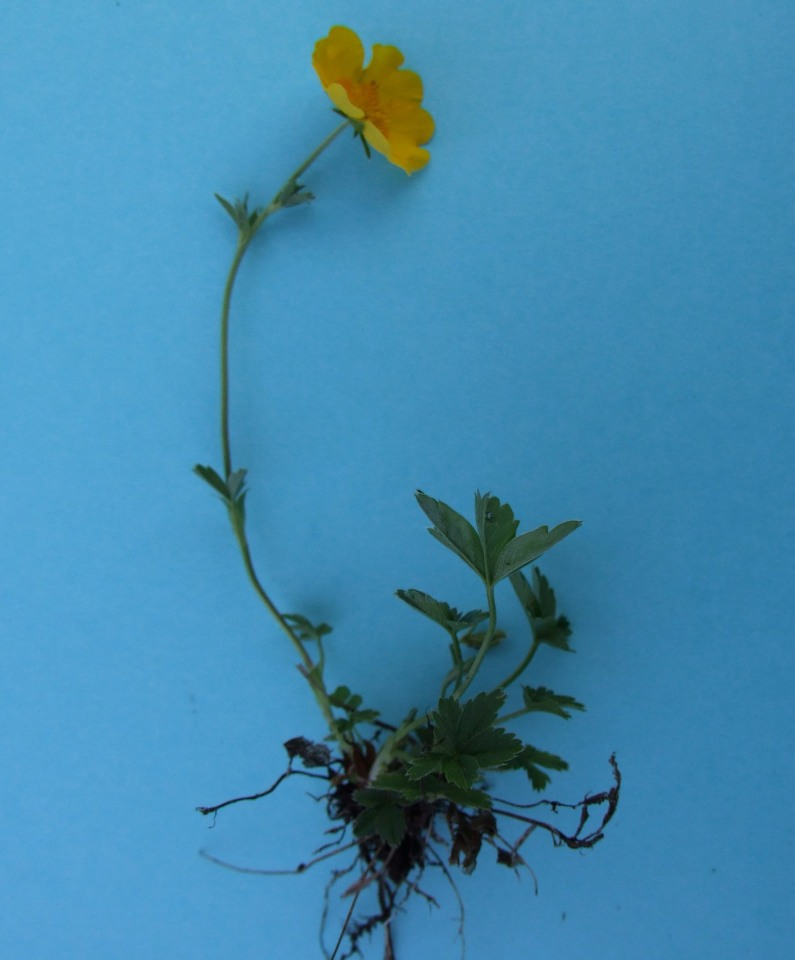